# تپه قلمه
تپه قلمه مربوط به عصر مس - هزاره سوم قبل از میلاد است و در شهرستان سرپل ذهاب، بخش مرکزی، دهستان دشت ذهاب، ۱/۵ک متری جنوب غرب روستای قلمه واقع شده و این اثر در تاریخ ۲۶ اسفند ۱۳۸۷ با شمارهٔ ثبت ۲۵۵۸۶ به‌عنوان یکی از آثار ملی ایران به ثبت رسیده است.